# بين أندروود
بين أندروود (بالإنجليزية: Ben Underwood)‏ (30 سبتمبر 1901 في المملكة المتحدة - 9 مارس 1958 في كندا) هو لاعب كرة قدم بريطاني (وحمل سابقاً جنسية المملكة المتحدة لبريطانيا العظمى وأيرلندا) في مركز نصف الجناح. لعب مع ديربي كاونتي وكوفنتري سيتي وليدز يونايتد ونادي دونكاستر روفرز وSutton Town A.F.C. ‏.